# Cross Timber
Cross Timber è un centro abitato degli Stati Uniti d'America situato nella contea di Johnson dello Stato del Texas.
La popolazione era di 268 persone al censimento del 2010.

## Società

### Evoluzione demografica
Secondo il censimento del 2000, c'erano 277 persone, 108 nuclei familiari e 85 famiglie residenti nella città. La densità di popolazione era di 200.5, per miglio quadrato (77,5/km²). C'erano 115 unità abitative a una densità media di 83,2 per miglio quadrato (32,2/km²). La composizione etnica della città era formata dall'89,89% di bianchi, lo 0,36% di afroamericani, il 2,17% di nativi americani, lo 0,72% di asiatici, il 2,53% di altre razze, e il 4,33% di due o più etnie. Ispanici o latinos di qualunque razza erano il 6,86% della popolazione.
C'erano 108 nuclei familiari dei quali il 29,6% aveva figli di età inferiore ai 18 anni, il 68,5% aveva coppie sposate conviventi, il 7,4% aveva un capofamiglia femmina senza marito, e il 20,4% erano non-famiglie. Il 18,5% di tutti i nuclei familiari erano individuali e il 7,4% aveva componenti con un'età di 65 anni o più che vivevano da soli. Il numero di componenti medio di un nucleo familiare era di 2,56 e quello di una famiglia era di 2,79.
C'erano il 23,5% di persone sotto i 18 anni, il 6,5% di persone dai 18 ai 24 anni, il 26,4% di persone dai 25 ai 44 anni, il 35,0% di persone dai 45 ai 64 anni, e l'8,7% di persone di 65 anni o più. L'età media era di 41 anni. Per ogni 100 femmine c'erano 88,4 maschi. Per ogni 100 femmine dai 18 anni in giù, c'erano 91,0 maschi.